# ペロゼス
ペロゼス（Perozes, ギリシア語: Περόζης, 中期ペルシア語: Pērōz）は、イベリア戦争におけるダラの戦い（530年）でベリサリウス率いる東ローマ帝国軍と対峙したサーサーン朝軍の軍司令官である。
東ローマ帝国の歴史家のプロコピオスによれば、彼は「ペルシア人であり、肩書はミラネス（つまりサーサーン朝がこの名称の官職に指名していることを意味する）で、名はペロゼスという」と説明している。しかし、「ミラネス」（Μιρράνης）はおそらく官職名ではなく、サーサーン朝の七大貴族の一つであるミフラーン家のことを指している。ダラの戦いに敗れた後、ペロゼスはサーサーン朝の王カワード1世によって面目を潰された。ペロゼスの人生については他に何も知られていない。しかし、プロコピオスによれば、ペロゼスはアナスタシア戦争中にダラを包囲しようとした「ミラネス」と同一人物であった可能性がある。